# مرورگر وب
مرورگر وب (به انگلیسی: Web browser) یا مرورگر اینترنت که غالباً به شکل خلاصه مرورگر نامیده می‌شود، نوعی نرم‌افزار است که برای دریافت، نمایش، مرور و ارسال اطلاعات، جستجوی وب‌سایت‌ها (برای مثال: بررسی آب و هوا، تماشای فیلم و مرور اخبار) در وب جهانی یا یک وب‌سایت محلی مورد استفاده قرار می‌گیرد. زمانی که کاربر یک صفحه وب را از یک وب‌سایت خاص درخواست می‌کند، مرورگر وب محتوای لازم را از سرور وب بازآوری می‌کند و سپس صفحه را بر روی دستگاه کاربر نمایش می‌دهد.
هر چند مرورگرها برای دسترسی به اهداف غیر آموزشی طراحی شده‌اند، اما از آن‌ها می‌توان برای دسترسی به اطلاعات سرورهای وب در شبکه‌های عمومی یا پرونده‌ها در فایل سیستم‌ها نیز استفاده کرد.
یک موتور جستجو، وب‌سایتی است که پیوندهایی به وب‌سایت‌های دیگر فراهم می‌کند. با این حال، برای اتصال به کارساز یک وب‌سایت و نمایش صفحه‌های آن وب‌سایت، کاربر باید یک مرورگر وب داشته باشد.
مرورگرهای وب در گستره‌ای از وسایل، از جمله کامپیوترهای رومیزی، لپ‌تاپ‌ها، تبلت‌ها و گوشی‌های هوشمند به کار می‌روند. در سال ۲۰۲۰، حدود ۵۰ هزار نفر، حداقل از یک مرورگر استفاده کردند. بیشترین مرورگر مورد استفاده کاربران، گوگل کروم است که ۶۲٪ از سهم بازار جهانی در همه دستگاه‌ها را در اختیار دارد
در متون فنی پروتکل انتقال ابرمتن، مرورگرهای وب (و سایر کارخواه‌ها)، عاملین کاربر نامیده می‌شوند.
کروم، اج، سافاری، اپرا و فایرفاکس، از محبوبترین مرورگرهای وب هستند.

## کاربرد

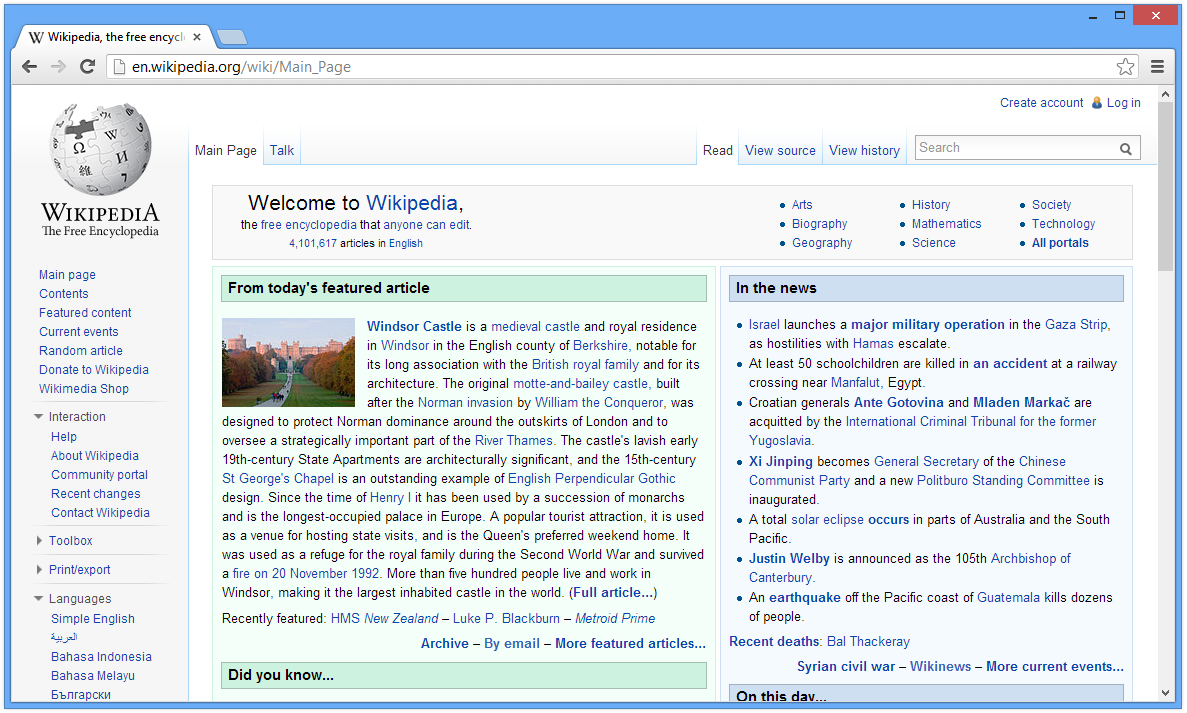
یک مرورگر وب که یک صفحه وب را نمایش می‌دهد.

هدف از یک مرورگر وب، بازآوردن محتوا از وب یا از یک دستگاه ذخیره محلی و نمایش آن بر روی دستگاه کاربر است.
فرایند کار با مرورگر از جایی آغاز می‌شود که کاربر یک نشانی اینترنتی را، مانند https://en.wikipedia.org/، وارد مرورگر می‌کند. تقریباً تمامی نشانی‌های اینترنتی که روی وب وجود دارند با http: یا https: آغاز می‌شوند و به این معنی است که مرورگر صفحه مورد نظر کاربر را با پروتکل انتقال ابرمتن بازآوری می‌کند. در حالت پروتکل امن انتقال ابرمتن، ارتباط بین مرورگر و سرور وب به منظور امنیت و حفاظت از حریم خصوصی رمزگذاری می‌شود.

## تاریخچه
اولین مرورگر وب/، وُرد واید وِب نام داشت که در سال ۱۹۹۰ و توسط تیم برنرز-لی خلق شد. سپس نیکولا پلو را به خدمت گرفت تا مرورگر لاین مود را بنویسد که صفحات وب را روی پایانه‌های دام نمایش می‌داد.

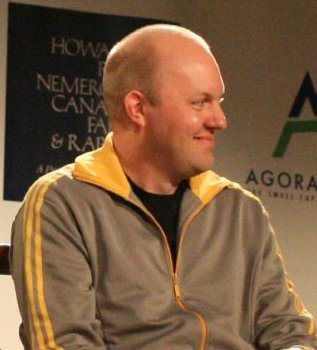
مارک اندریسن، موزائیک و نویگیتور را در سال ۲۰۰۷ توسعه داد.

در سال ۱۹۹۳، موزائیک عرضه شد که به عنوان «اولین مرورگر محبوب» شناخته می‌شود. واسط کاربر گرافیکی این مرورگر، مبتکرانه بود و استفاده و کار با سیستم وب جهان‌گستر را آسان می‌کرد و در نتیجه، میزان دسترسی افراد معمولی به آن گسترش یافت. این امر به نوبه خود منجر به رشد اینترنت در دهه ۱۹۹۰ شد و وب به سرعت توسعه یافت. مارک اندریسن که هدایت تیم سازنده موزائیک را بر عهده داشت، به زودی شرکت خود، نت‌اسکیپ را راه‌اندازی و در سال ۱۹۹۴ نت‌اسکیپ نویگیتور را منتشر کرد که با تأثیر از موزائیک ایجاد شده‌بود. طولی نکشید که این مرورگر، محبوب‌ترین شد.
در سال ۱۹۹۵، مایکروسافت اینترنت اکسپلورر را عرضه کرد که منجر به جنگ مرورگرها با نت‌اسکیپ شد. در عرض چند سال، مایکروسافت بازار مرورگرها را به دست خود گرفت و عمده کاربران را به سمت خود کشاند که دو دلیل عمده داشت: یکی آنکه مایکروسافت، اینترنت اکسپلورر را همراه با سیستم‌عامل ویندوز عرضه کرد و دوم آنکه رایگان بود و محدودیتی برای استفاده از آن وجود نداشت. در اوایل دهه ۲۰۰۰، استفاده از اینترنت اکسپلورر به اوج خود رسید و ۹۵٪ از سهم بازار را در اختیار گرفت.
در سال ۱۹۹۸، نت‌اسکیپ به بنیاد موزیلا تبدیل شد تا با استفاده از مدل نرم‌افزار متن‌باز، مرورگر جدیدی را ایجاد کند. نتیجه کار این بنیاد، مرورگر فایرفاکس بود که اولین بار در سال ۲۰۰۴ منتشر شد. در سال ۲۰۱۰، سهم فایرفاکس از بازار به ۳۲٪ رسید.
در سال ۲۰۰۳، اپل مرورگر سافاری را منتشر کرد. سافاری، مرورگر اصلی محصولات اپل است، اگرچه محبوبیتی در سایر محصولات نیافت.
در سال ۲۰۰۸، گوگل مرورگر کروم را راه‌اندازی کرد که به تدریج گوی سبقت را از اینترنت اکسپلورر در بازار مرورگرها ربود و در سال ۲۰۱۲، محبوب‌ترین مرورگر شد و از آن زمان، همواره سهم عمده را در بازار مرورگرها داشته است.
در سال ۲۰۱۵، مایکروسافت مرورگر اج را به عنوان بخشی از ویندوز ۱۰ منتشر کرد. (اینترنت اکسپلورر، همچنان در نسخه‌های قدیمی‌تر ویندوز به کار می‌رود.)
از اوایل دهه ۲۰۰۰، مرورگرها
به میزان قابل توجهی اچ‌تی‌ام‌ال، سی‌اس‌اس، جاوااسکریپت و قابلیت‌های چندرسانه‌ای خود را توسعه داده‌اند. از دلایل این توسعه، قابلیت ایجاد وب‌سایت‌های پیچیده‌تر مانند وب اپلیکیشن‌ها است. عامل دیگر، افزایش قابل‌توجه اتصال باندپهن است که به افراد امکان می‌دهد تا به محتویات داده‌بر، مانند استریمینگ یوتیوب، دسترسی داشته باشند که در دوران دایل-آپ امکان‌پذیر نبود.

## تنظیمات
مرورگرهای وب می‌توانند با یک منوی داخلی تنظیم شوند. بسته به مرورگر، این منو ممکن است به عنوان تنظیمات، امکانات یا ترجیحات نامیده شود.
منو، انواع مختلفی از تنظیمات را دارد. به عنوان مثال، کاربر می‌تواند صفحه اصلی مرورگر و موتور جستجوی پیش‌فرض آن را تغییر دهد. همچنین می‌تواند رنگ‌ها و فونت پیش‌فرض صفحه وب را تغییر دهد. انواع اتصال شبکه و تنظیمات حریم خصوصی نیز معمولاً در دسترس کاربر قرار دارد.

### حریم خصوصی
در طول وبگردی، کوکی‌ها که از وب‌سایت‌های مختلف دریافت می‌شوند توسط مرورگر ذخیره می‌شوند. برخی از این کوکی‌ها حاوی اطلاعات ورود به سیستم یا تنظیمات سایت هستند که توسط کاربر تنظیم شده است. با این حال، سایر کوکی‌ها برای ردیابی رفتار کاربر در طول دوره‌های زمانی طولانی استفاده می‌شوند، بنابراین معمولاً مرورگرها بخشی را در منوی خود برای حذف کوکی‌ها فراهم می‌کنند. برای مدیریت دقیق کوکی‌ها، معمولاً از یک افزونه مرورگر استفاده می‌شود.
مرورگرها همچنین آیتم‌هایی در منو برای حذف تاریخچه، ورودی‌های حافظه نهان و دیگر داده‌های حساس فراهم می‌کنند. برای آنکه موارد یادشده توسط مرورگر ذخیره نشود، می‌توان از حالت مرور خصوصی استفاده کرد که تنها زمانی فعال می‌شود که از این حالت خاص استفاده کنید.

## ویژگی‌ها

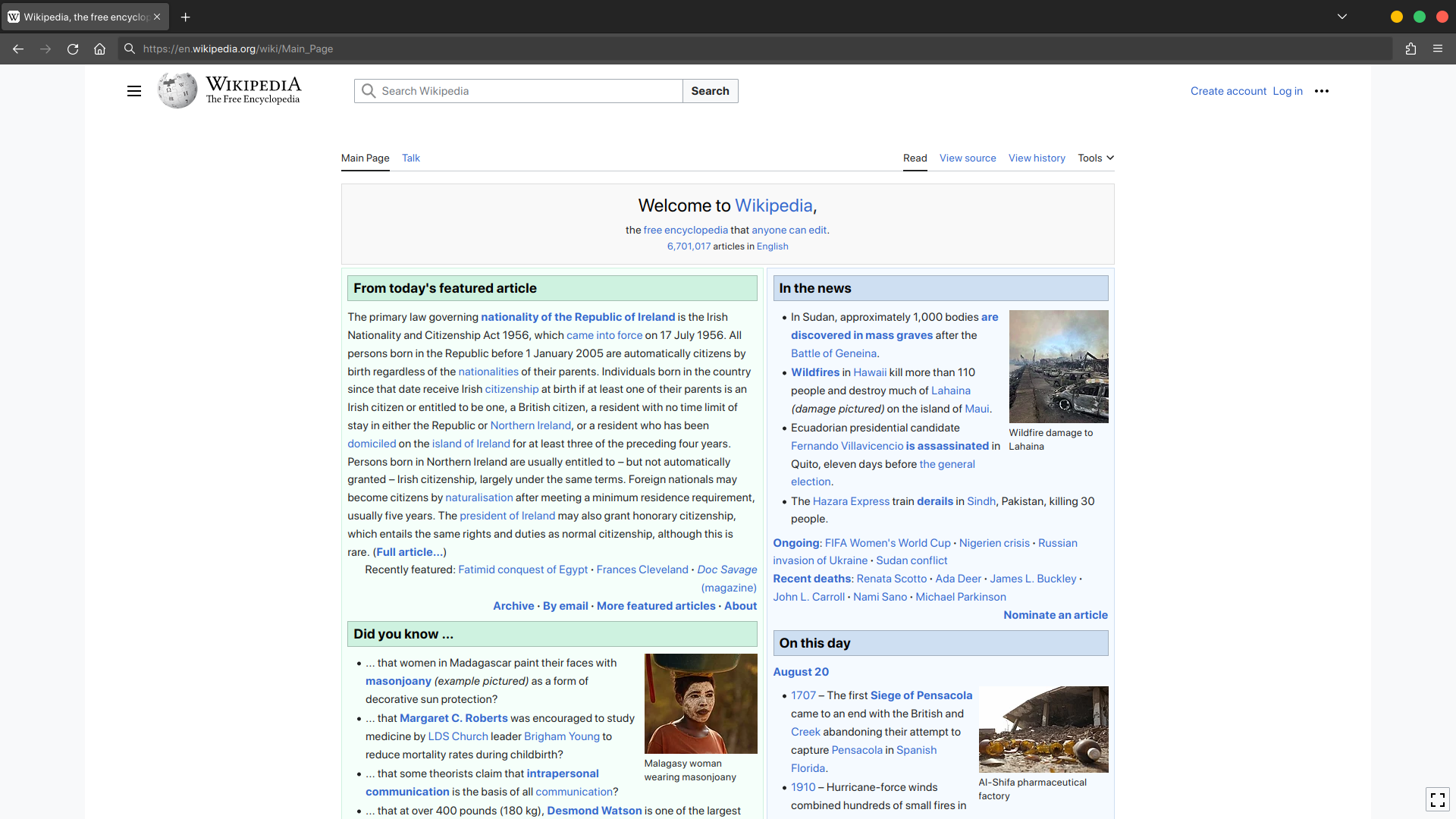
چیدمان مرسوم مرورگر: طرح رابط کاربری در بالای محتوای صفحه

اکثر مرورگرهای وب چندین قابلیت مشترک دارند. به‌طور خودکار تاریخچه مرور کاربر را ثبت می‌کنند یا می‌توانند در حالت مرور خصوصی استفاده شوند که در این صورت، تاریخچه مرور کاربر ثبت نمی‌شود. همچنین به کاربران اجازه می‌دهند که نشانه‌گذاری کنند، مرورگر را با افزونه‌ها سفارشی کنند و می‌توانند رمز عبور کاربر را مدیریت کنند.
برخی از مرورگرها امکاناتی چون سرویس همگام‌سازی و دسترس‌پذیری وب را برای کاربر فراهم می‌کنند.
اغلب مرورگرها قابلیت‌های رابط کاربری زیر را دارند:
- به کاربر اجازه می‌دهند تا چندین صفحه را همزمان باز کند، چه در پنجره‌های مختلف یک مرورگر، چه در تب‌های[خ] مختلف یک پنجره.
- کلیدهای عقب[د] و جلو[ذ]، به کاربر این امکان را می‌دهد تا در میان صفحه‌هایی که بازدید کرده است به صفحه قبل و صفحه بعد برود.
- با کلیدهای تازه‌سازی[ر] یا بارگیری دوباره[ز] و توقف[ژ]، کاربر این امکان را خواهد داشت تا صفحه کنونی را مجدداً بارگذاری کند یا عملیات بارگذاری صفحه را متوقف کند. (در اغلب مرورگرها، دکمه توقف با دکمه بارگیری ادغام شده است)
- دکمه خانه[س] که با کمک آن کاربر به صفحه اول بازمی‌گردد.
- یک نوار نشانی[ش] برای وارد کردن نشانی یک صفحه و نمایش آن و یک نوار جستجو[ص] برای وارد کردن عبارات درون موتور جستجوی وب. (در اغلب مرورگرها، نوار جستجو و نوار آدرس یکسان است)

## امنیت
مرورگرهای وب از اهداف محبوب هکرها هستند که از حفره‌های امنیتی برای سرقت اطلاعات، تخریب پرونده‌ها و دیگر فعالیت‌های مخرب بهره می‌برند. توسعه‌دهندگان مرورگرها به‌طور منظم این حفره‌های امنیتی را اصلاح و کاربران را تشویق می‌کنند که مرورگر خود را به‌روز نگه دارند. از دیگر اقدامات حفاظتی، نصب نرم‌افزار ضدویروس و پیش‌گیری از ورود به وب‌سایت‌های مخرب است.

## سهم بازار

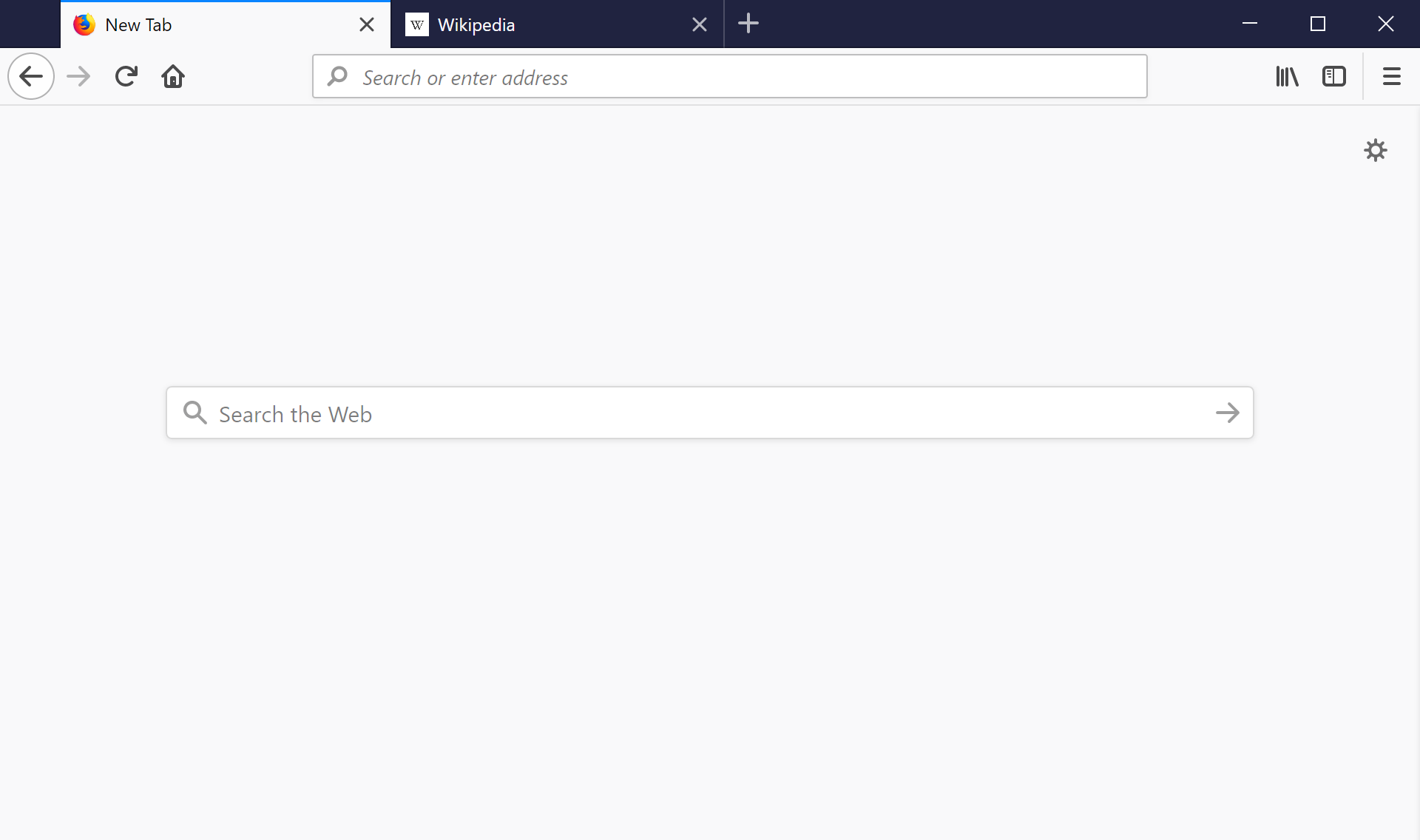
صفحه اول یا خانه در مرورگری به نام فایرفاکس

| سهم مرورگرهای دسک‌تاپ از بازار تا اکتبر ۲۰۲۱ | سهم مرورگرهای دسک‌تاپ از بازار تا اکتبر ۲۰۲۱ | سهم مرورگرهای دسک‌تاپ از بازار تا اکتبر ۲۰۲۱ | سهم مرورگرهای دسک‌تاپ از بازار تا اکتبر ۲۰۲۱ | سهم مرورگرهای دسک‌تاپ از بازار تا اکتبر ۲۰۲۱ |
| ------------------------------------------- | ------------------------------------------- | ------------------------------------------- | ------------------------------------------- | ------------------------------------------- |
|                                             |                                             |                                             |                                             |                                             |
| گوگل کروم                                   | گوگل کروم                                   |                                             | ۷۲٫۹۶%                                      | ۷۲٫۹۶%                                      |
| مایکروسافت اج                               | مایکروسافت اج                               |                                             | ۱۲٫۶۱%                                      | ۱۲٫۶۱%                                      |
| فایرفاکس                                    | فایرفاکس                                    |                                             | ۵٫۵۴%                                       | ۵٫۵۴%                                       |
| سفاری                                       | سفاری                                       |                                             | ۲٫۷۲%                                       | ۲٫۷۲%                                       |
| اینترنت اکسپلورر                            | اینترنت اکسپلورر                            |                                             | ۲٫۴۵%                                       | ۲٫۴۵%                                       |
| مرورگر یاندکس                               | مرورگر یاندکس                               |                                             | ۱٫۰۸%                                       | ۱٫۰۸%                                       |
| اپرا                                        | اپرا                                        |                                             | ۱٫۰۱%                                       | ۱٫۰۱%                                       |

## پیوندهای وابسته
- مرورگر وب مبتنی بر متن
- مرورگر همراه
- مقایسه مرورگرهای وب

## واژه‌نامه
1. ↑  WorldWideWeb
2. ↑  Line Mode Browser
3. ↑  dumb terminals
4. ↑  data-intensive
5. ↑  Settings
6. ↑  Options
7. ↑  Preferences
8. ↑  private browsing
9. ↑  tab
10. ↑  Back
11. ↑  Forward
12. ↑  refresh
13. ↑  reload
14. ↑  stop
15. ↑  home
16. ↑  address bar
17. ↑  search bar